# Лиса гора (пам'ятка природи, Дубенський район)
Ли́са гора́ — ботанічна пам'ятка природи місцевого значення в Україні. Розташована в межах Дубенського району Рівненської області, неподалік від сіл Мильча і Повча. 
Площа 4 га. Статус надано згідно з рішенням облвиконкому від 22.11.1983 року № 343 (зміни згідно з рішенням облвиконкому від 18.06.1991 року № 98). Перебуває у віданні: село Повча. 
Статус надано для збереження місць зростання рідкісних видів степової рослинності. Пам'ятка природи розташована на одному з пагорбів Повчанської височини.